# العلاقات الألبانية البوسنية
العلاقات الألبانية البوسنية هي العلاقات الثنائية التي تجمع بين ألبانيا والبوسنة والهرسك.

## مقارنة بين البلدين
هذه مقارنة عامة ومرجعية للدولتين:
| وجه المقارنة                                              | ألبانيا                                                    | البوسنة والهرسك                                             |
| --------------------------------------------------------- | ---------------------------------------------------------- | ----------------------------------------------------------- |
| المساحة (كم2)                                             | 28.75 ألف                                                  | 51.20 ألف                                                   |
| عدد السكان (نسمة)                                         | 3.02 مليون                                                 | 3.51 مليون                                                  |
| الكثافة السكانية (ن./كم²)                                 | 105.04                                                     | 68.55                                                       |
| العاصمة                                                   | تيرانا                                                     | سراييفو                                                     |
| اللغة الرسمية                                             | اللغة الألبانية                                            | اللغة البوسنوية، اللغة الكرواتية، اللغة الصربية             |
| العملة                                                    | ليك ألباني                                                 | مارك بوسني                                                  |
| الناتج المحلي الإجمالي (بليون دولار)                      | 13.04 مليار                                                | 18.17 مليار                                                 |
| الناتج المحلي الإجمالي (تعادل القوة الشرائية) بليون دولار | 33.17 مليار                                                | 41.35 مليار                                                 |
| الناتج المحلي الإجمالي الاسمي للفرد دولار أمريكي          | 3.94 ألف                                                   | 4.25 ألف                                                    |
| الناتج المحلي الإجمالي للفرد دولار أمريكي                 | 11.11 ألف                                                  | 10.43 ألف                                                   |
| مؤشر التنمية البشرية                                      | 0.764                                                      | 0.733                                                       |
| رمز المكالمات الدولي                                      | +355                                                       | +387                                                        |
| رمز الإنترنت                                              | .al                                                        | .ba                                                         |
| المنطقة الزمنية                                           | توقيت وسط أوروبا، ت ع م+01:00، ت ع م+02:00، أوروبا/تيرانا ‏ | توقيت وسط أوروبا، ت ع م+01:00، ت ع م+02:00، أوروبا/سراييفو ‏ |

## مدن متوأمة
في ما يلي قائمة باتفاقيات التوأمة بين مدن ألبانية وبوسنية:
- ترتبط تيرانا مع سراييفو باتفاقية توأمة.

## منظمات دولية مشتركة
يشترك البلدان في عضوية مجموعة من المنظمات الدولية، منها:
| علم المنظمة | اسم المنظمة                               | تاريخ انضمام ألبانيا | تاريخ انضمام البوسنة والهرسك |
| ----------- | ----------------------------------------- | -------------------- | ---------------------------- |
|             | الاتحاد البريدي العالمي                   | ?                    | ?                            |
|             | مؤسسة التنمية الدولية                     | 15 أكتوبر 1991       | 25 فبراير 1993               |
|             | منظمة حظر الأسلحة الكيميائية              | ?                    | ?                            |
|             | الأمم المتحدة                             | 14 ديسمبر 1955       | 22 مايو 1992                 |
|             | المنظمة الأوروبية لسلامة الملاحة الجوية   | 2002                 | 2004                         |
|             | وكالة ضمان الاستثمار متعدد الأطراف        | 15 أكتوبر 1991       | 19 مارس 1993                 |
|             | منظمة الشرطة الجنائية الدولية             | ?                    | ?                            |
|             | مؤسسة التمويل الدولية                     | 15 أكتوبر 1991       | 25 فبراير 1993               |
|             | البنك الدولي للإنشاء والتعمير             | 15 أكتوبر 1991       | 25 فبراير 1993               |
|             | الاتحاد الدولي للاتصالات                  | 2 يونيو 1922         | 20 أكتوبر 1992               |
|             | مجلس أوروبا                               | ?                    | 24 أبريل 2002                |
|             | منظمة الأمن والتعاون في أوروبا            | 19 يونيو 1991        | 30 أبريل 1992                |
|             | المركز الدولي لتسوية المنازعات الاستشارية | 14 نوفمبر 1991       | 13 يونيو 1997                |
|             | يونسكو                                    | 16 أكتوبر 1958       | 2 يونيو 1993                 |

## وصلات خارجية
- موقع وزارة الخارجية الألبانية
- موقع وزارة الخارجية البوسنية